# Andreas Krämer (Schauspieler)

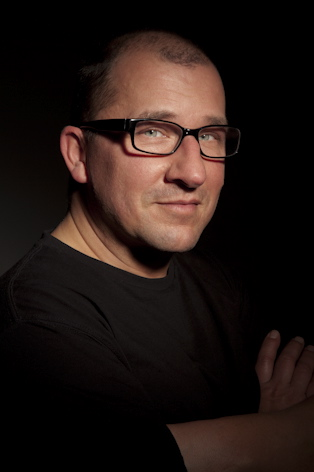
Andreas Krämer, 2011

Andreas Krämer (* 11. August 1963 in Basel) ist  ein Schweizer Schauspieler,  Bühnenmusiker, Theaterpädagoge im sozialen Brennpunkt und Kunstmaler.

## Biografie
Andreas Krämer wuchs in Basel auf und besuchte in Basel und Zürich die Schauspielschule. Das erste Engagement als Schauspieler erfolgte während des Studiums 1986 bei Peter Zadek am Schauspielhaus in Hamburg. Seit 1988 arbeitet Andreas Krämer auch für Film und Fernsehen, z. B. im Jahr 2015 im Tatort Schutzlos  als Drogenfahnder Hofstetter, 2005 im Tatort Bremen die Rolle des Alioscha.
Krämer singt und spielt Klavier, Harmophon, Organetta3, Serpent, Alphorn, Büchel, Ukulele, Gitarre und Ziehharmonika, Keyboard und Computer Sampling Systeme. Ab 1989 schuf Krämer auch Bühnenmusik und Klanginstallationen. Er arbeitet als Sprecher und Musiker in der Sparte Hörspiel für verschiedene Sendeanstalten (Radio Bremen, WDR, Funkhaus Europa, DRS, NDR). Seit 2005 ist er für den Nord-Süd-Verlag-Zürich als Hörfux tätig.
Für Radio Bremen realisierte er 2010 das Hörspiel Geschlossene Gedanken – Hörspiel aus dem Knast. Das Hörspiel wurde für den Deutschen Hörspielpreis der Kriegsblinden 2011 nominiert. „Menschentheatermacher“ nennt Krämer seine Theaterpädagogik im sozialen Brennpunkt, z. B. in Schulen für Kinder und Jugendliche mit sonderpädagogischem Förderbedarf (Verhaltensauffälligkeiten und Lernbehinderung), Menschen in Altenheimen sowie Langzeitstrafgefangene.
Krämer begann 1992 zu malen, zunächst kleine postkartengroße Aquarellminiaturen. Heute malt er in großen Formaten, Mischtechniken, gespachtelt, Acryl. Erste Auftragsarbeiten führten ihn u. a. 2016 nach Norwegen. Ausstellungen hatte er seit 2016 unter anderem in Basel, Bremen und in Berlin.

## Tätigkeit als Schauspieler und Bühnenmusiker
Krämer spielte unter anderem am Schauspielhaus Hamburg, am Schauspielhaus Zürich und dem Stadttheater Basel sowie bei Theaterfestwochen oder Festivals beispielsweise in: Berlin, Wien, München und Paris.

### Rollen und Musikproduktionen (Auswahl)
- Macbeth (Siward), Regie: Wilfried Minks, Schauspielhaus Hamburg
- Lulu (Bob The Groom), Regie: Peter Zadek, Schauspielhaus Hamburg
- Andi (Butje), Regie: Peter Zadek, Schauspielhaus Hamburg
- Reinecke Fuchs (Lampe), Regie: Michael Bogdanov, Schauspielhaus Hamburg
- Prawda (James), Regie: Matthias Langhoff, Schauspielhaus Hamburg
- Wilhelm Tell (Harass), Regie: Donald Berkenhoff, Musik: Andreas Krämer, Staatstheater Karlsruhe
- Blutspuren – alle Königsdramen Shakespeares (u. a. Percy Heißsporn), Musik: Andreas KrämerRegie: Rüdiger Burbach, Schauspielhaus Zürich
- Die heilige Johanna der Schlachthöfe (Snyder), Regie: Benno Besson, Schauspielhaus Zürich
- Gott der Allmächtige ,  Musik: Andreas Krämer (on stage), Theater Effingerstrasse Bern[2]
- Hinter der Fassade (Patrick), Regie: Stefan Meier, Theater Effingerstrasse Bern[3]
- Außer Kontrolle, Ein Körper Jack Baker, Regie: Adelheid Müther, Burgfestspiele Bad Vilbel[4]
- Die Nibelungen (Markgraf Rüdiger), Regie: Milena Paulovics, Burgfestspiele Bad Vilbel
- Die Möwe (Schamrajev), Regie: Elina Finkel, Musik: Andreas Krämer, Oldenburgisches Staatstheater[5]
- Tintenherz (Basta), Regie: Kirsten Uttendorf, Burgfestspiele Bad Vilbel[6]
- Wie im Himmel (Arne), Regie: Milena Paulovics, Burgfestspiele Bad Vilbel
- Wallenstein (Buttler), Regie: Thomas Bischoff, Theater Bremen
- Ein Sommernachtstraum (Lysander), Regie: Nicolai Sykosch, Nationaltheater Mannheim
- Eine Sommernacht – Bob – Frank Auerbach – Musik: Andreas Krämer – Schnürschuhtheater Bremen
- Der zerbrochene Krug (Ruprecht), Regie: Nicolai Sykosch, Musik: Andreas Krämer, Nationaltheater Mannheim
- Onkel Wanja (Telegin), Regie: Katharina Rupp, Musik: Andreas Krämer, Theater Solothurn, Biel[7]
- Die Päpstin (Aeskulapius, Abt, Aio), Regie: Adelheid Müther, Burgfestspiele Bad Vilbel
- Monsieur Claude und seine Töchter – den Moderator, den Rabbi, den Pfarrer, Xavier und den Psychologen – Musik: Andreas Krämer – Adelheid Müther – Burgfestspiele Bad Vilbe
- Mord im Orientexpress – Hercule Poirot – Adelheid – Müther – Burgfestspiele Bad Vilbel
- Viel Lärm um nichts – Leonato – Milena Paulovics – Burgfestspiele Bad Vilbel
- Der nackte Wahnsinn – Selsdon – Adelheit Müther
- Der Messias – Der Herr Franz – Martin Baum Musik: Andreas Krämer
- Die unendliche Geschichte – Karl Konrad Koreander – Querquobad – Der blinde Bergmann Yor – Burgfestspiele Bad Vilbel
- Pension Schöller –  Major a. D. von Mühlen – Adelheid – Müther – Burgfestspiele Bad Vilbel
- Gott der Allmächtige – Pater Wohlfahrt – Stefan Meier – Musik: Andreas Krämer – DAS THEATER Effingerstrasse Bern
- Hinter den Fassaden – Patrick – Stefan Meier – DAS THEATER – Effingerstrasse Bern
- Die Nibelungen  – Markgraf Rüdiger – Milena Paulovics – Burgfestspiele Bad Vilbel
- Die Möwe – Schemrajew – Elina Finkel – Musik: Andreas Krämer – Oldenburgisches Staatstheater
- Onkel Wanja - – Telegin – Katharina Rupp – Musik: Andreas Krämer – Theater Solothurn / Theater Biel

### Soloprogramme
- Zwischen hier und dort, ein Liederabend, Text und Komposition: Andreas Krämer
- Unter der Hungerleuchte – Silhouetten aus dem Taxi, Text, Dramaturgie und Regie: Boris Pfeiffer, Komposition: Andreas Krämer
- Ich will kein in mich mehr sein, eingerichtet von Stephan Roppel
- Café Krematorium, Regie und Dramaturgie: Boris Pfeiffer, Bühnenmusik: Andreas Krämer[8]
- Für die Katz – Ein Tag im Leben des Schriftstellers Robert Walser, Regie und Dramaturgie: Boris Pfeiffer, Klanginstallation: Andreas Krämer
- Komm morgen wieder, Wirklichkeit, Regie und Musik: Andreas Krämer unter der Verwendung von Texten von Boris Pfeiffer, Rainer Brambach, Robert Walser, Fernando Pessoa und Andreas Krämer.[9]

### Film / Fernsehen
- WILDER – Benko – Pierre Monnard – SRF – C-Films
- HANS ALBERS & HANSI BURG – Scholz – Carsten Gutschmidt – NDR
- CUBA LIBRE – Dr. Rüdiger Danckelmann – Timm Kulke – Winkler Studios
- ASSIS! – Wolfgang – Jan Heck – (Kurzfilm)
- GOTTHARD – Beizführer – Urs Egger – ZDF, SRF
- IM NAMEN MEINES SOHNES – Herbergsvater – Damir Lukacevic – ZDF
- LIEBE UND ZUFALL – Peter – Fredi M. Murer – Vegafilm
- TATORT LUZERN – SCHUTZLOS – Drogenfahnder Hofstetter – Manuel Flurin Hendry – ARD, SRF
- AKTENZEICHEN XY – BANK BART – Rony – Boris Keidis – ZDF
- ACK TAYLOR – Two Rings – Stuart Orme – TV Irland, ZDF
- DECKNAME COR – SS Müller – Eike Besuden – Pinguinfilm
- GIBSY – Tröger – Eike Besuden – Pinguinfilm
- CHICKEN MEXICAINE – Rabowsky – Armin Biehler – Rudolf Santschi
- VITUS – Flugimech – Fredi M. Murer – Fredi M. Murer
- TATORT BREMEN – TODESENGEL – Aljoscha – Thorsten Näther – ARD
- LÜTHI & BLANC – Geri – Markus Fischer – SRF
- BIG DEAL – Sergej – Markus Fischer – SF

## Der Kunstmaler Andreas Krämer
Krämer begann mit kleinen, postkartengroßen Aquarellminiaturen. Diese frühen Werke dienten als persönliches visuelles Tagebuch, in dem der Künstler seine innersten Gedanken und Gefühle zum Ausdruck brachte, ohne Anspruch oder Wunsch nach Öffentlichkeit.
Im Laufe der Zeit erweiterte Krämer sein künstlerisches Repertoire. Er wandte sich größeren Formaten zu und begann, mit verschiedenen Mischtechniken zu experimentieren. Diese Entwicklung spiegelte Krämers wachsende Bereitschaft wider, seine künstlerischen Grenzen auszuloten und neue Ausdrucksformen zu erkunden.
Krämers Innovationsgeist zeigt sich besonders in seiner Wahl der Maluntergründe. Neben klassischen Leinwänden verwenden er unkonventionelle Materialien: Alte Tessiner Weinfassdauben, Gebrauchte Paletten, alte Schubladen. Diese einzigartigen Hintergründe bringen ihre eigene Geschichte und Textur in Krämers Werke ein und verleihen ihnen eine zusätzliche Dimension der Tiefe und Bedeutung. Andreas Krämer verzichtete bewusst auf die Betitelung seiner Werke. Er betrachtet den Malprozess als eine Reise von seinem Inneren an die Oberfläche. Gleichzeitig lädt er die Zuschauer ein, ihre eigenen Interpretationen zu finden und eine persönliche Verbindung zum Kunstwerk herzustellen. Diese Herangehensweise ermöglicht es dem Publikum, eine selbstbestimmte Reise ins eigene Innere anzutreten, während es Krämers Kunst betrachtet. Ausstellungen u. a. in, Bremen, Basel, Berlin, Bad Vilbel. Verkauf auf Anfrage auch online.

## Andreas Krämer: Coaching und Theaterpädagogik / im sozialen Brennpunkt und in der Erwachsenenbildung
Insgesamt baut Krämers Arbeit darauf auf, Menschen durch kreative und praktische Methoden in ihrer persönlichen und beruflichen Entwicklung zu fördern und zu stärken.
Dabei setzt er Rollenspiele, Körperarbeit, Sprache und Fantasie ein, um neue Ausdrucks- und Veränderungsmöglichkeiten zu eröffnen. Er arbeitet mit unterschiedlichen Zielgruppen – von Schulkindern, über Jugendliche, auch mit sonderpädagogischem Förderbedarf bis hin zu Führungskräften und Senioren und Langzeitstrafgefangene.
Im Fokus steht eine praxisorientierte Entwicklung von Teamfähigkeit, Kommunikation, Selbstwert und Eigenverantwortung.